# Вестхаймер, Рут
Рут Вестхаймер (англ. Ruth Westheimer, урождённая Карола Рут Зигель; 4 июня 1928, Франкфурт, Германия — 12 июля 2024, Нью-Йорк, США), более известная под псевдонимом «Доктор Рут» (Dr. Ruth) — американский сексопатолог, ведущая теле- и радиопередач, автор множества книг.
Рут Вестхаймер родилась в еврейской семье. В 1939 году, после того, как её отец был арестован нацистами, мать сумела переправить девочку по программе «Киндертранспорт» Центрального британского фонда немецких евреев в Швейцарию, где Рут провела все годы Второй мировой войны; её родители погибли в ходе Холокоста. Узнав об этом в 1945 году, Рут Зигель приняла решение отправиться в Палестину, где вступила в военизированную организацию «Хагана», получила навыки снайпера и была серьёзно ранена бомбой во время Арабо-израильской войны 1948—1949 годов.
С 1950 года изучала психологию в парижской Сорбонне, затем преподавала там же. В 1956 году эмигрировала в США, где получила степени магистра по социологии и доктора гуманитарных наук в учительском колледже Колумбийского университета (Teachers College, Columbia University). Позже она завершает свою работу по основам сексологии в пресвитерианском госпитале города Нью-Йорк.
Её новаторские шоу «Сексуальные разговоры» выходили на радио в 1980-х годах после 12 часов ночи и длились всего 20 минут. Но по мере того, как шоу набирало популярность, длительность передачи была увеличена до полутора часов, а трансляции стали вестись по всей территории США. Успеху содействовал сам стиль ведения передачи. Он был подчёркнуто вежливым, откровенным и в то же время присутствовал тонкий юмор, помогающий слушателям несколько расслабиться.
Доктор Рут написала множество книг по сексологии, включая знаменитые «Энциклопедию секса от доктора Рут» («Dr. Ruth’s Encyclopedia of Sex»), «Секс для чайников» («Sex For Dummies»). Она также работала лектором и профессором в Нью-Йоркском университете и проводила в Йельском университете семинары по сексуальному образованию.  Рут вела общенациональные шоу на радио и телевидении. Рут Вестхаймер владела ивритом, английским, немецким и французским языками.
Она была замужем за Манфредом Вестхаймером 40 лет, пока он не скончался в 1997 году. У супругов родилось двое детей.
В 2019 году в США вышел документальный фильм «Спросите доктора Рут» режиссёра Райана Уайта о Вестхаймер.
Умерла у себя дома на Манхэттене 12 июля 2024 года в возрасте 96 лет.